# Nexi
Die Nexi S.p.A. ist ein börsennotiertes italienisches Unternehmen mit Sitz in Mailand, das Dienstleistungen und Infrastruktur für bargeldlosen Zahlungsverkehr anbietet.
Nexi verwaltet rund 140 Millionen Zahlungskarten und 3,1 Millionen POS-Terminals.

## Geschichte
Nexi entstand 2017 aus der Verschmelzung des 1939 gegründeten Istituto Centrale delle Banche Popolari Italiane (ICBPI) und der CartaSi.
Seit dem 16. April 2019 ist Nexi an der Borsa Italiana gelistet und Teil des Leitindex FTSE MIB.
2023 erwarb Nexi 30 % an Computop, dem größten deutschen Zahlungsdienstleister für den Onlinehandel.

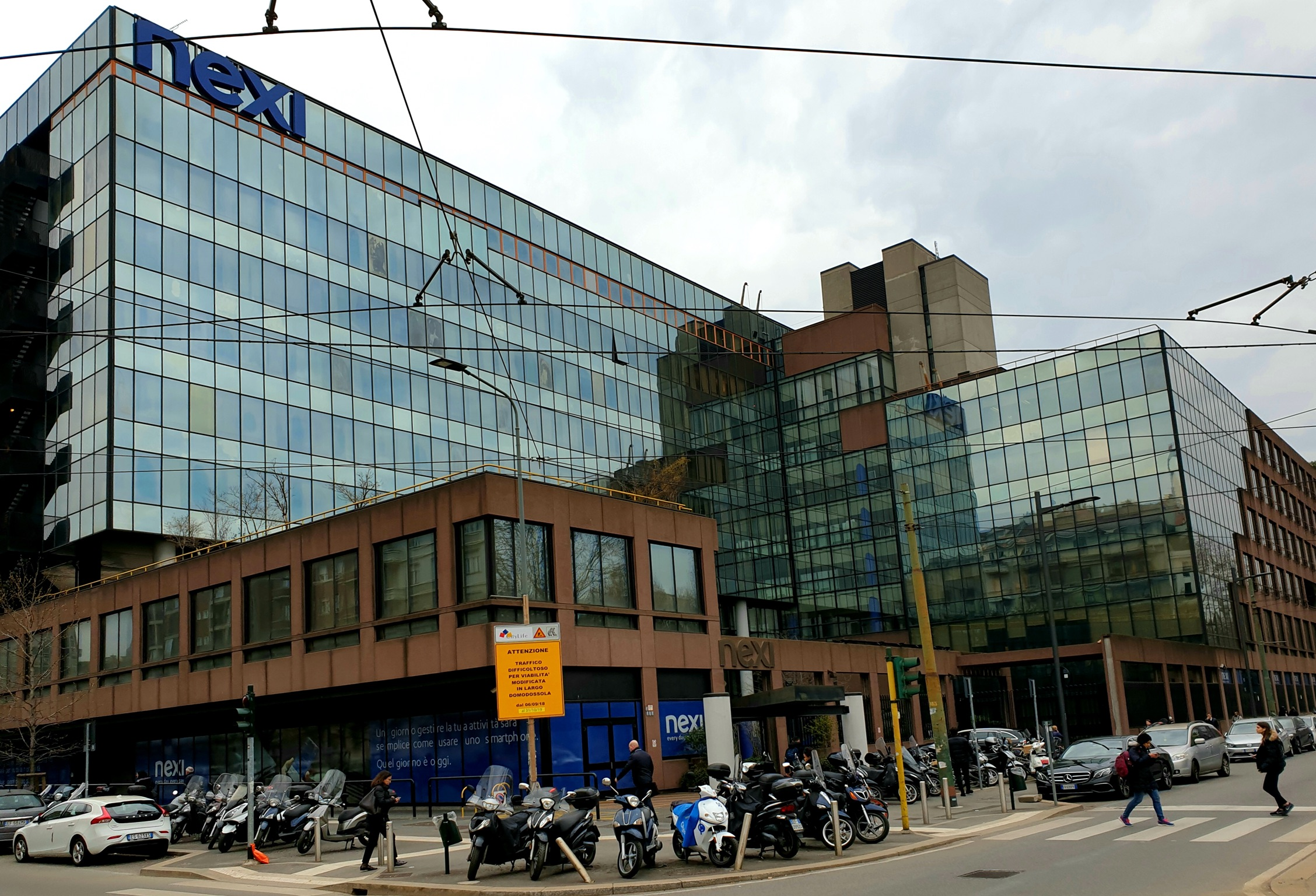
Sitz der Nexi in Mailand

## Anteilseigner
(Stand: Juni 2025)
| Anteil  | Anteilseigner                                          |
| ------- | ------------------------------------------------------ |
| 21,19 % | Hellman & Friedman                                     |
| 18,25 % | Italienischer Staat über die Cassa Depositi e Prestiti |
| 6,47 %  | Eagle (AIBC) & Cy S.C.A.                               |
| 3,02 %  | BlackRock                                              |
| 3,01 %  | Mercury UK Holdco Ltd.                                 |
| 2,14 %  | AllianceBernstein                                      |
| 45,92 % | Streubesitz                                            |